# Tor Johnson

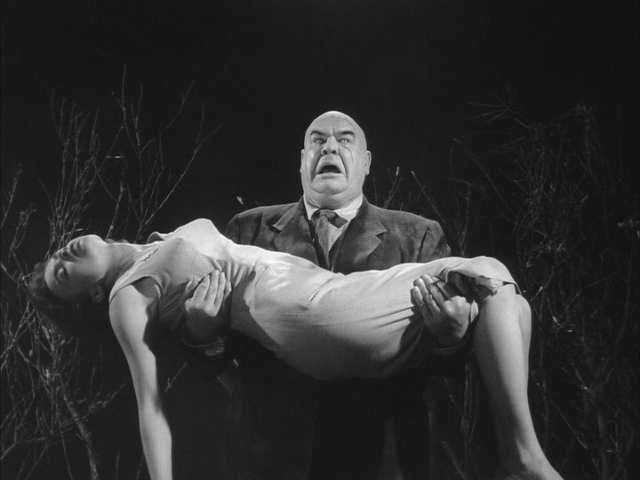
Tor Johnson jako Dan Clay w kadrze z filmu Plan dziewięć z kosmosu

Tor Johnson (ur. 19 października 1903, zm. 12 maja 1971 w San Fernando w stanie Kalifornia) – wrestler oraz aktor.
Urodził się w Szwecji jako Tor Johansson. W latach trzydziestych przeniósł się do Stanów Zjednoczonych. Wystąpił w kilku filmach klasy „B”, w tym w filmach Eda Wooda.
W horrorze sci-fi Plan dziewięć z kosmosu (Plan 9 from Outer Space, 1959) wcielił się w postać Dana Claya. Był bohaterem komiksów Drew Friedmana. Pochowano go w Eternal Valley Memorial Park w Newhall w Santa Clarita.